# Anyone I Want to Be
Anyone I Want to Be è un singolo della cantante polacca Roksana Węgiel, pubblicato il 6 novembre 2018 come terzo estratto dal suo album di debutto eponimo.

## Pubblicazione
Il 21 settembre 2018 è stato annunciato dall'emittente Telewizja Polska (TVP) che Roksana Węgiel, già vincitrice della prima edizione di The Voice Kids in Polonia, avrebbe rappresentato il paese al Junior Eurovision Song Contest 2018 a Minsk, in Bielorussia. Il titolo è stato rivelato il successivo 26 ottobre, e la pubblicazione di brano e video sono stati fissati per il 6 novembre 2018, diciannove giorni prima della manifestazione.

## Descrizione
Anyone I Want to Be è stato scritto dalla cantautrice anglo-statunitense Maegan Cottone, dal cantautore britannico Nathan Duvall, dal produttore danese Cutfather, dal cantautore e produttore danese Peter Wallevik, dal musicista dano-norvegese Daniel Davidsen, dalla cantautrice polacca Małgorzata Uściłowska e dal cantautore polacco Patryk Kumór. Poco dopo la vittoria eurovisiva di Roksana, Cutfather ha rivelato che la canzone era stata scritta circa cinque anni prima e che era stata offerta, fra gli altri, a Iggy Azalea e Rita Ora.
Il concorso si è svolto il 25 novembre 2018 presso la Minsk-Arena, dove Roksana Węgiel si è esibita per ultima su venti partecipanti. Dopo essersi qualificata 7ª nel voto della giuria con 79 punti, è stata annunciata come vincitrice del voto del pubblico con 136 punti, per un totale di 215, sufficiente a garantirle la vittoria contro la Francia, seconda classificata con un distacco di dodici punti. Il primo posto di Roksana ha portato alla prima vittoria polacca al Junior Eurovision Song Contest, garantendo al paese la possibilità di ospitare l'edizione successiva della manifestazione.

## Video musicale
Il video di Anyone I Want to Be è stato pubblicato sul canale YouTube del Junior Eurovision Song Contest il 6 novembre 2018, in concomitanza con la commercializzazione del brano.

## Tracce
Testi e musiche di Maegan Cottone, Nathan Duvall, Cutfather, Peter Wallevik, Daniel Davidsen, Małgorzata Uściłowska e Patryk Kumór.
1. Anyone I Want to Be – 2:58

## Classifiche

### Classifiche settimanali
| Classifica (2018) | Posizione massima |
| ----------------- | ----------------- |
| Polonia           | 4                 |

### Classifiche di fine anno
| Classifica (2019) | Posizione |
| ----------------- | --------- |
| Polonia           | 59        |